# 松平長親
松平长亲（日语：/、1473年（文明5年）—1544年9月9日（天文13年8月22日）），战国时代武将。松平氏第5代当主，又称长忠，是松平亲忠的三男，也是德川家康的高祖父。明应5年（1496年）因为父亲隐居继承家督，成为安祥城主，也是安祥松平家的第二代当主。 
长亲一代时松平家遭到临国骏河国的今川氏親的攻击，长亲被迫陷入苦战，曾经一度与当时还是氏亲家臣的伊势盛时（北条早云）作战。由于长亲优秀的武略，今川军的攻势最终被化解。此外，据说也擅长连歌一类的文化活动，被认为是奠定了松平氏从三河国国人领主转型为战国大名基础的人物。

## 击退今川军
『柳营秘鑑』中文龟元年（1501年）9月一项记录如下：
|  | 之后松平信光公的孙子德川次郎三郎长亲公一代，文龟元辛酉年（1501年）九月与今川家大将 伊势新九郎长氏入道早云在岩付城下作战胜利。当时的先锋为酒井左卫门尉氏忠入道净闲，长亲之弟与四郎亲重，以及本多、大久保、柳原所等人。 |

『德川实纪』则采用了战斗发生在永正3年（1506年）8月20日的说法。
根据『三河物語』等文献记述，以大军压制东三河的今川氏亲开始进攻西三河时，长亲没有选择笼城，而是决定野战，亲自率军500从安祥出阵迎战骏河・远江和东三河号称1万余人的联军，并在井田野（现在的冈崎市井田町周边）遭遇。
因为松平势做出破釜沉舟的姿态而今川方士气低落，东三河势首先被击破。长亲随后击溃了敌方的援军，最后一直攻到今川军大将伊势盛时的旗本势。日落后松平势仍然毫不懈怠，当夜在矢作川前宿营。今川军陷入意想不到的苦战，又担心遭到渥美半岛的田原城户田氏从背后袭击，第二天一早就经过东三河的今桥城向本国撤退了。因为这场大胜，长亲的武名远播，松平党的凝聚力也大大提高（也有这场战斗发生于永正5年（1508年）的说法）。另一方面，岩津松平家在今川的进攻下灭亡，被身为庶流的安祥松平家取代了惣领（族长）的地位。
同年将家督让予长男信忠隐居。长亲在如此盛年隐居的原因尚不明确，一说是因为尚不知道信忠昏庸，一说长亲其实早在1501年就已经出家了。尽管如此，之后也作为信忠和嫡孙清康的后见人与今川军作战。

## 晚年的继承者问题
长亲隐居之后，法号道阅。他以后见人的身分辅佐信忠，惟信忠为人软弱，在一门众、家臣团中也缺乏威望，松平党因此一度面临解体的危机。在家老酒井忠尚（将监）的恳求之下，长亲、信忠父子决定信忠自己也一同隐居，家督之位让予信忠的嫡子清康。
晩年的道阅在福釜、樱井、东条、藤井等新分家的诸多子孙中，特别偏爱樱井家的信定。在清康去世后，幼年继位的广忠（长亲的曾孙）被信定从冈崎城逐出之时，长亲没有采取任何措施，让家臣团由此非常失望。
长亲之后与广忠和解，吩咐把广忠初生的嫡男（长亲的玄孙）命名为竹千代，与自己和清康同名，就是后来的德川家康。然而受长亲溺爱的信定，一直到广忠一代都在争夺家督之位，最终引起了松平氏族内和家臣团中的大内讧，实质上成了家康苦难的少年时代的缘由。
天文13年（1544年）8月22日去世。享年72岁。